# Kanal C
Kanal C ist ein unabhängiges Aus- und Fortbildungsprogramm für junge Radiohörer, das aus Mitteln der Bayerischen Landeszentrale für neue Medien (BLM) finanziert wird. Das dreistündige Programm umfasst Beiträge, Features, Nachrichten und Informationen rund um Politik, Hochschule, Sport, Kultur und Musik und wird montags von 22:00 Uhr bis 01:00 Uhr auf der Frequenz des Augsburger Lokalsenders Radio Fantasy (FM 93,4 MHz) ausgestrahlt.

## Konzept
Kanal C ermöglicht durch die praktische Radioarbeit interessierten Nachwuchsjournalisten den Umgang mit Schnitt- und Sendetechnik, die Sendeplanung, das Produzieren von gebauten Beiträgen, Live-Erfahrung im Umgang mit Nachrichten und Interviews, Moderation der Live-Sendung, sowie die redaktionelle Arbeit zu erlernen und zu vertiefen. Kanal C organisiert zudem Radioseminare und Workshops, unter anderem zu den Bereichen Mediensprechen, Interviewführung und Moderation.
Kanal C ist ein Magazin mit einer Mischung aus Musik, Kultur und Nachrichten. Feste Bestandteile der Sendung sind deshalb die stündlichen Hochschul- sowie Weltnachrichten, wichtige Kulturhinweise, die „Empfehlung der Woche“  und eine Musikauswahl, die abseits vom Mainstream spielt. Hinzu kommen aktuelle, unterhaltende und informative Beiträge aller Art. Die Palette reicht von Live-on-Tape Reportagen und Studiogästen über „Cinetipps“ bis hin zu Albumrezensionen. Dabei werden die allgemeinen Regeln eines erfolgreichen, modernen Radios beachtet, ohne damit der Kreativität zu viele Grenzen setzen zu wollen. Durch die Musik- und Themenauswahl besetzt Kanal C eine Nische im Radiobereich, die sonst von keinem Augsburger Sender in dieser Form bedient wird.

## Geschichte
Geboren wurde die Idee aufgrund einer Diplomarbeit zweier Studenten über die Realisierbarkeit eines Uni-Radios in Augsburg. Zusammen mit ungefähr zehn Kommilitonen wurde ein halbes Jahr lang geplant und ein Sendekonzept erstellt. Unterstützt wurde das Projekt vom Augsburger Radiosender Radio Fantasy. Am 1. Juli 1997 startete dann das Projekt des ersten und bisher einzigen Augsburger Campusradios. Mit zwei Stunden Programm, Dienstagnacht von 23.00 bis 1.00 Uhr, feierte es seine Premiere. Die erste Staffel bestand aus vier und die zweite aus siebzehn Sendungen, seit Mai 1999 sendet Kanal C durchgehend jede Woche. Die Sendezeit wurde inzwischen verlängert: Aus anfangs zwei Stunden am Dienstag wurden drei Stunden am Montag. Seit dem 14. April 2014 verfügt Kanal C als eines der wenigen Aus- und Fortbildungsradios über seine eigene Sound-Verpackung (Jingles, Musikbetten etc.).

## Programm
Das dreistündige Programm von Kanal C wird immer montags ab 22:00 Uhr bis Dienstag um 1:00 Uhr auf der Frequenz 93,4 MHz UKW von Radio Fantasy gesendet. Der Augsburger Lokalsender unterstützt das Projekt seit seiner Gründung. Daneben wird auf der offiziellen Webseite ein durchgehender Livestream angeboten.